# Шаевский, Юрий Иванович
Юрий Иванович Шаевский (16 октября 1915—1994) — советский нефтяник и геолог. Заместитель начальника Главюгнефтедобыча, Главного технико-экономического управления Миннефтепрома СССР (1966—1975).
Начинал как геолог ГПК объединения «Пермьнефть», старший геолог промысла трестов «Укрнефтедобыча», «Малгобекнефть» (1939—1942); старший геолог, главный геолог трестов «Ишимбайнефть», «Туймазабурнефть», НПУ «Аксаковнефть» объединения «Башнефть» (1942—1964); зам. начальника Главтюменнефтегаза (1964—1966).
Работал в Индии (1970—1971, 1975—1977).
Заслуженный геолог РСФСР.

## Оценка деятельности
Из некролога:
За годы трудовой деятельности крупнейший специалист в области нефтепромысловой геологии Юрий Иванович Шаевский воспитал целую плеяду геологов-нефтяников. Он являлся автором 24 научных работ. Его заслуги отмечены орденами Трудового Красного Знамени, «Знак Почета» и многими медалями.
"Среди его основных заслуг - создание геологической службы нового нефтедобывающего региона и предложение использовать пластовые альб-сеноманские воды для поддержания пластового давления". 

## Образование
- 1939 — Харьковский государственный университет, геологический факультет[1].